# Tapiwa Gwaza
Tapiwa Sylvia Gwaza es una actriz malauí, conocida por su papel de abogada en la película Seasons of a Life.

## Carrera
Gwaza es una exmiembro de la tripulación de cabina de Air Malawi Ltd. Trabajó como azafata durante 13 años antes de comenzar su carrera como actriz. Después de renunciar a su trabajo en Air Malawi, decidió dedicarse a la actuación y consiguió un papel en Seasons of a Life.

## Filmografía
- Seasons of a Life (2010)

## Premios
Obtuvo el premio en la categoría Mejor actuación de una actriz en un papel secundario en los Africa Movie Academy Awards (AAMA) 2010 realizados en Nigeria.